# KAI T-50 Golden Eagle
KAI T-50 Golden Eagle / Đại bàng vàng (Hangul: 골든이글, viết tắt: TA-50) là một dòng máy bay huấn luyện kiêm tấn công hạng nhẹ siêu âm do Hàn Quốc và Hoa Kỳ hợp tác thiết kế và chế tạo vào đầu thế kỷ 21. Dự án được phát triển bởi Korean Aerospace Industries (KAI) cùng với sự hợp tác của Lockheed Martin. Chương trình này bao gồm A-50 hay T-50 LIFT - một phiên bản tấn công hạng nhẹ.
Mặc dù quân đội Hoa Kỳ hiện nay không có kế hoạch để trang bị loại máy bay này, một tên gọi chưa chính thức T-50A MDS đã được dành riêng cho Golden Eagle vì vậy mà tên gọi này tình cờ được gán đối với mô hình máy bay khác.

## Phát triển
Chương trình T/A-50 được phát triển nhằm thay thế cho các loại máy bay tấn công hạng nhẹ và huấn luyện khác nhau. Trong đó bao gồm có T-38 và F-5B dùng trong huấn luyện và Cessna A-37B dùng trong vai trò hỗ trợ từ trên không trong biên chế hoạt động của Không quân Hàn Quốc. Chương trình này ban đầu được dự định để phát triển một máy bay huấn luyện nội địa có khả năng bay siêu âm trong bay huấn luyện và chuẩn bị cho các phi công sử dụng KF-16. Với chương trình T-50, Hàn Quốc đã trở thành quốc gia thứ 12 trên thế giới có thể tự sản xuất máy bay phản lực chiến đấu. Một vài máy bay của Hàn Quốc bao gồm máy bay huấn luyện cơ bản cánh quạt KT-1 đã được chế tạo bởi Samsung Aerospace (hiện nay là một phần của KAI) và KF-16 được sản xuất tại Hàn Quốc theo giấy phép của Lockheed Martin. Hầu hết công nghệ và hệ thống cốt lõi đều do Lockheed Martin cung cấp và xét theo tổng thể thì T/A-50 có nhiều điểm thiết kế khá tương đồng với KF-16.
Nguồn ngân sách phát triển của mẫu máy bay này được chia phần đóng góp giữa các bên liên quan, Lockheed Martin 13%, Korea Aerospace Industries 17%, và 70% từ chính phủ Hàn Quốc. KAI và Lockheed Martin hiện thời đang theo đổi một chương trình tiếp thị chung cho các phiên bản của T-50 trên toàn cầu.
Chương trình gốc, được đặt tên mã là KTX-2, được bắt đầu vào năm 1992, nhưng Bộ tài chính và Kinh tế Hàn Quốc khi đó đã đình chỉ KTX-2 vào năm 1995 vì những vấn đề tài chính. Với thiết kế ban đầu của máy bay được hoàn thành vào năm 1999, nó được đổi tên thành T-50 Golden Eagle vào tháng 2 năm 2000, quá trình lắp ráp cuối cùng của chiếc T-50 đầu tiên kết thúc giữa tháng 1 năm 2001. Chuyến bay đầu tiên của T-50 được thực hiện vào tháng 8 năm 2002 và công tác đánh giá hoạt động được tiến hành từ 28 tháng 7 đến 14 tháng 8 năm 2003. Không quân Hàn Quốc đã ký hợp đồng sản xuất 25 chiếc T-50 vào tháng 12 năm 2003, với các máy bay dự kiến được giao từ năm 2005 đến 2009.
Các phiên bản khác của T-50 Golden Eagle bao gồm A-50 (tấn công hạng nhẹ) và FA-50 tiên tiến hơn. Phiên bản A-50 là một phiên bản vũ trang của T-50 như một nền tảng ổn định cho vũ khí tự do cũng như vũ khí dẫn đường chính xác. FA-50 là phiên bản A-50 sửa đổi với một radar AESA và một đường truyền dữ liệu chiến thuật chưa xác định được chủng loại. 60 chiếc A-50 sẽ hoạt động trong Không quân Hàn Quốc vào năm 2001 để thay thế cho A-37.

## Thiết kế

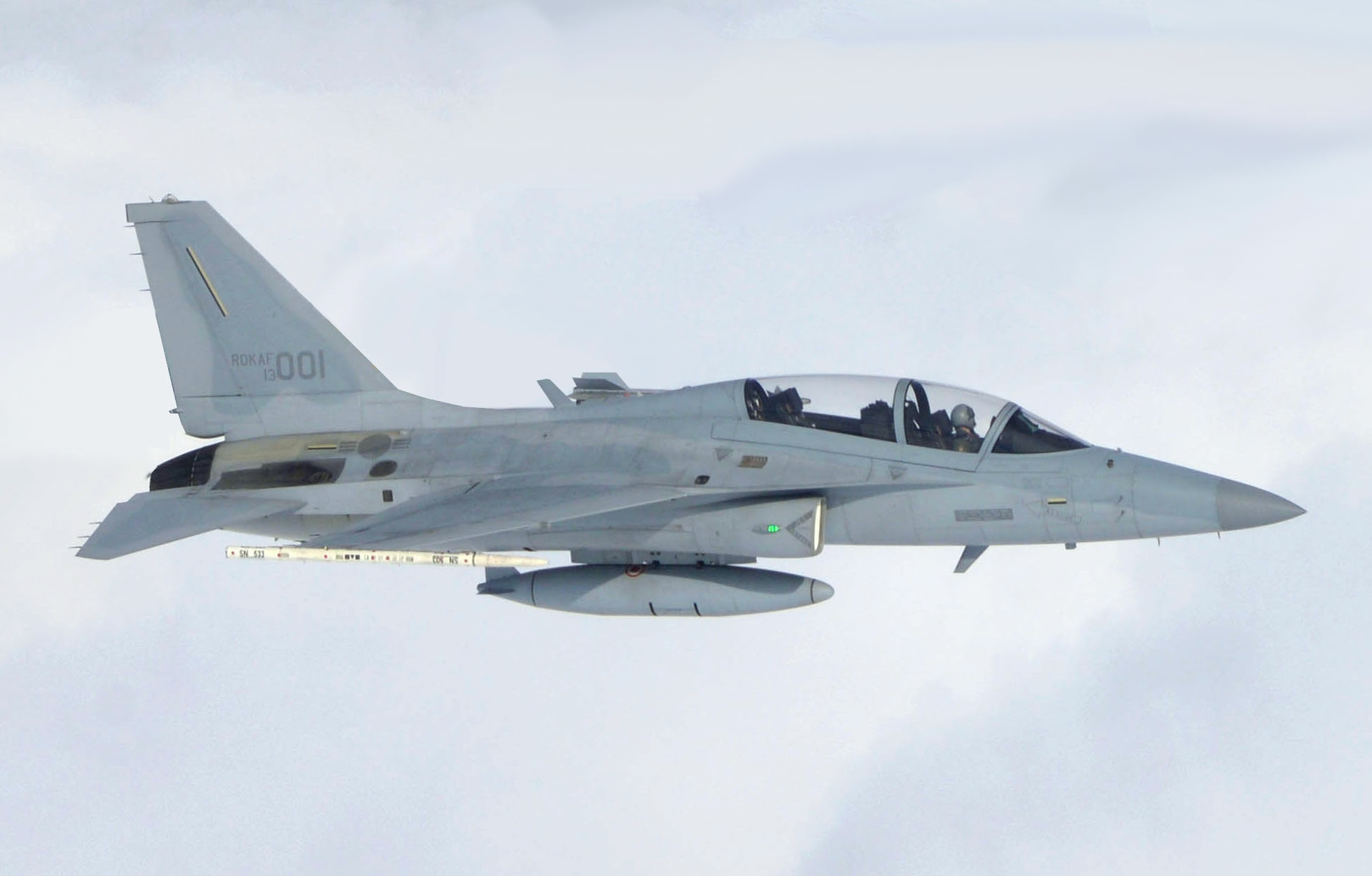
Phiên bản nâng cấp FA-50 mang tên lửa không đối không AIM-9

Thiết kế của T-50 Golden Eagle chủ yếu được dựa trên F-16 Fighting Falcon của Lockheed Martin và chúng tương tự nhau về cách thức trang bị động cơ, tốc độ, kích thước, giá thành và tầm hoạt động của vũ khí. Chương trình đầu tiên tập trung vào phát triển máy bay huấn luyện phản lực nhằm sử dụng để đào tạo phi công lái F-16, do các lực lượng không quân trên khắp thế giới, bao gồm cả Không quân Hàn Quốc, đều sử dụng F-16 như một máy bay chiến đấu chủ lực của mình.
T-50 được trang bị với một hệ thống dẫn đường quán tính/định vị vị trí toàn cầu Honeywell H-764G và thiết bị đo độ cao HG9550. Đây là máy bay huấn luyện đầu tiên được trang bị giao diện điều khiển số fly-by-wire. Máy bay có thể chứa hai phi công, vòm kính được đặt cao và ghế ngồi thiết kế trước sau cho phép phi công có tầm nhìn rõ ràng hơn và khả năng khóa mục tiêu tốt hơn. Buồng lái được trang bị hệ thống tạo khí oxy trên khoang lái (OBOGS).
Giới hạn độ cao là 48.000 ft (14.630 m) và khung máy bay được thiết kế hoạt động trong 8.000 giờ. Nó có 7 thùng nhiên liệu bên trong có sức chứa 2.655 lít nhiên liệu, 5 thùng trong thân và 2 ngoài cánh. Ngoài ra nó còn có thể mang thêm được 3 thùng nhiên liệu phụ bên ngoài bổ sung 1.710 lít nhiên liệu.
T-50 Golden Eagle một động cơ phản lực cánh quạt đẩy General Electric F404 với hệ thống điều khiển động cơ số hoàn toàn tự động (FADEC). Động cơ có ba tầng quạt, bảy trục xếp tầng và thùng chứa nhiên liệu đốt phụ. Máy bay có thể tuần tra ở tốc độ Mach 1.05 và lực đẩy cực đại khi đốt nhiên liệu lần hai là 78.7 kN và có tốc độ tối đa là Mach 1.4.
Giá thành của một chiếc T-50 Golden Eagle dao động từ 25 đến 30 triệu USD, TA-50 không đơn thuần là một chiếc máy bay huấn luyện mà nó còn được đánh giá như một chiến đấu cơ đích thực. Loại chiến đấu cơ này đạt tốc độ tới đa lên đến gấp rưỡi vận tốc âm thanh (khoảng 1,800 km/giờ) và có tầm bay đến 1,800 km.
Theo Yonhap, việc chế tạo thành công TA-50 đã giúp cho Hàn Quốc trở thành nước thứ 12 trên thế giới tự sản xuất được máy bay siêu thanh và hiện giờ Hàn Quốc đang đưa loại máy bay này trở thành một mặt hàng xuất khẩu chiến lược. Ngày 20 tháng 6 năm 2012, với việc Trung Quốc liên tục gây căng thẳng ở biển Đông, giới chức không quân Philippines khẳng định Manila sẽ mua 12 chiếc T-50 từ Hàn Quốc. Trước đó, Indonesia đã cũng mua 16 chiếc máy bay loại này.

## Hệ thống vũ khí
Một pháo General Electric M61 Vulcan 20 mm với 250 viên đạn có thể đặt bên trong đằng sau buồng lái. Tên lửa không đối không tầm nhiệt AIM-9 Sidewinder có thể gắn vào giá treo vũ khí ở đầu cánh và các loại tên lửa khác có thể trang bị dưới các điểm treo ở cánh. Những vũ khí không đối đất bao gồm tên lửa AGM-65 Maverick, bệ phóng rocket LAU-68, bom chùm CBU-58 và Mk-20 và bom thường các loại Mk-82, Mk-83, Mk-84. Ba thùng nhiên liệu phụ có thể được gắn vào các giá treo.

## Tai nạn
- Ngày 15 tháng 11 năm 2012, một chiếc T-50 đã bị rơi khiến phi công thiệt mạng do bảo trì sai quy cách.[14][15][16]
- Ngày 28 tháng 8 năm 2013, một chiếc T-50 đã bị rơi không rõ lý do gần Gwangju khiến 2 phi công thiệt mạng.[17][18]

## Thông số kỹ thuật

### Đặc điểm riêng
- Phi đoàn: 2
- Chiều dài: 13.144 m (43 ft 1 in)
- Sải cánh: 9.45 m (31 ft 0 in) với tên lửa ở đầu cánh
- Chiều cao: 4.94 m (16 ft 2 in)
- Diện tích cánh: 23.69 m2 (255,0 sq ft)
- Trọng lượng rỗng: 6,470 kg (14,264 lb)
- Trọng lượng cất cánh trung bình: 8.890 kg
- Trọng lượng cất cánh tối đa: 12.300 kg (27.117 lb)
- Dung tích nhiên liệu: 2.655 lít (701 US gal) bên trong thân
- Động cơ: 1× General Electric F404, 11.925 lbf (53.07 kN) và 17.775 lbf (79.1 kN) khi đốt nhiên liệu lần hai

### Hiệu suất bay
- Vận tốc cực đại: Mach 1.5 (1.837,5 km/h (1.141,8 mph, 992,2 kn) ở độ cao 9.144 m (30.000 ft))
- Tầm bay: 1.150 mi (1.851 km)
- Trần bay: 48.000 ft (14.630 m)
- Vận tốc lên cao: 198 m/s (39.000 ft/phút)
- G giới hạn: + 8 − 3
- Lực nâng của cánh: n/a
- Lực đẩy/trọng lượng: 0.96
- Chiều dài đường băng cất cánh: 350 m
- Chiều dài đường hạ cất cánh: 700 m

### Vũ khí
- Pháo: 1× pháo M61A1 Vulcan 20 mm
- Bom: 5× bom chùm CBU-58, 9× Mk 82, 3× Mk 83/MK 84, và 9× Mk 20
- Rocket: LAU-3/68
- Tên lửa:
  - Không đối không: 2× AIM-9 Sidewinder
  - Không đối đất: 6× AGM-65 Maverick

## Nội dung liên quan

### Máy bay có cùng sự phát triển
- F-16 Fighting Falcon
- AIDC F-CK-1 Ching-kuo
- Mitsubishi F-2

### Máy bay có tính năng tương đương
- T-38 Talon
- Dassault/Dornier Alpha Jet
- BAE Hawk
- HAIG L-15

### Trình tự thiết kế
- T-46 - T-47 - T-48 - CT-49- T-50 - T-51

### Danh sách
- KT-1